# Lisa Brambani
Lisa Brambani (* 18. August 1967 in Bradford) ist eine ehemalige englische Radrennfahrerin.
1985 wurde Lisa Brambani britische Vize-Meisterin im Radrennen. Von 1986 bis 1989 errang sie viermal in Folge den Meistertitel. 1988 wurde sie Dritte in der Gesamtwertung der Tour de l’Aude Cycliste Féminin und 1989 gewann sie die Women’s Challenge.
1988 startete Brambani bei den Olympischen Spielen in Seoul im Straßenrennen und belegte Rang elf. Bei den Commonwealth Games 1990 in Auckland errang sie die Silbermedaille im Straßenrennen.